# ماتيوس فرانكا
ماتيوس فرانكا هو لاعب كرة قدم برازيلي، ولد في 1 أبريل 2004 في البرازيل.

## وصلات خارجية
- ماتيوس فرانكا على موقع قاعدة بيانات كرة القدم.إي يو (الإنجليزية)
- ماتيوس فرانكا على موقع ليكيب (الفرنسية)
- ماتيوس فرانكا على موقع Soccerbase.com (لاعب) (الإنجليزية)
- ماتيوس فرانكا على موقع Soccerway.com (الإنجليزية)
- ماتيوس فرانكا على موقع عالم كرة القدم.نت (الإنجليزية)